# Seleção Nicaraguense de Futebol Feminino
A Seleção Nicaraguense de Futebol Feminino representa a Nicarágua no futebol feminino internacional.